# Patrice Estanguet
Patrice Estanguet (Pau, Pirenéus Atlânticos, 19 de abril de 1973) é um canoísta francês especialista em provas de velocidade.
É irmão do também canoísta Tony Estanguet, vencedor de três medalhas de ouro na mesma categoria em Sydney 2000, Atenas 2004 e Londres 2012.

## Carreira
Foi vencedor da medalha de bronze em slalom C-1 em Atlanta 1996.